# Renaldas Seibutis
Renaldas Seibutis (nacido el 25 de diciembre de 1985 en Mažeikiai) es un exjugador de baloncesto lituano. Mide 1,98 metros, y jugaba en la posición de escolta

## Trayectoria deportiva
Comenzó su carrera profesional en el KK Sakalai Vilnius de su país, fichando en 2005 por el Olympiacos de la A1 Ethniki, de donde, tras jugar una temporada, fue traspasado al Maroussi. Allí destacó promediando 13,5 puntos por partido, siendo repescado al año siguiente por el Olympiacos.
Fue elegido en el puesto 50 del Draft de la NBA de 2007 por Dallas Mavericks, jugando ese año la Liga de Verano en Las Vegas, en la que promedió 6 puntos, 1 rebote y 1,6 asistencias en 13 minutos por partido en los cinco que disputó.
En agosto de 2008 fichó por el Iurbentia Bilbao, donde en su primera temporada promedió 6,4 puntos y 1,7 rebotes por partido.
En junio de 2011 fichó por el Lietuvos Rytas de Vilna, Lituania.
En julio de 2014 firma contrato con el equipo turco del Darüşşafaka S.K. y tras un año en Turquía regresa a Lituania para enrolarse en las filas del Žalgiris Kaunas donde estuvo dos temporadas.
En julio de 2017 es contratado por el Neptūnas Klaipėda de Lituania donde juega la temporada 2017-2018. Tras disputar dicha temporada firma en julio de 2018 un contrato de dos años con el Basket Zaragoza 2002 de la Liga ACB.